# Jüdischer Friedhof (Falkenstein)

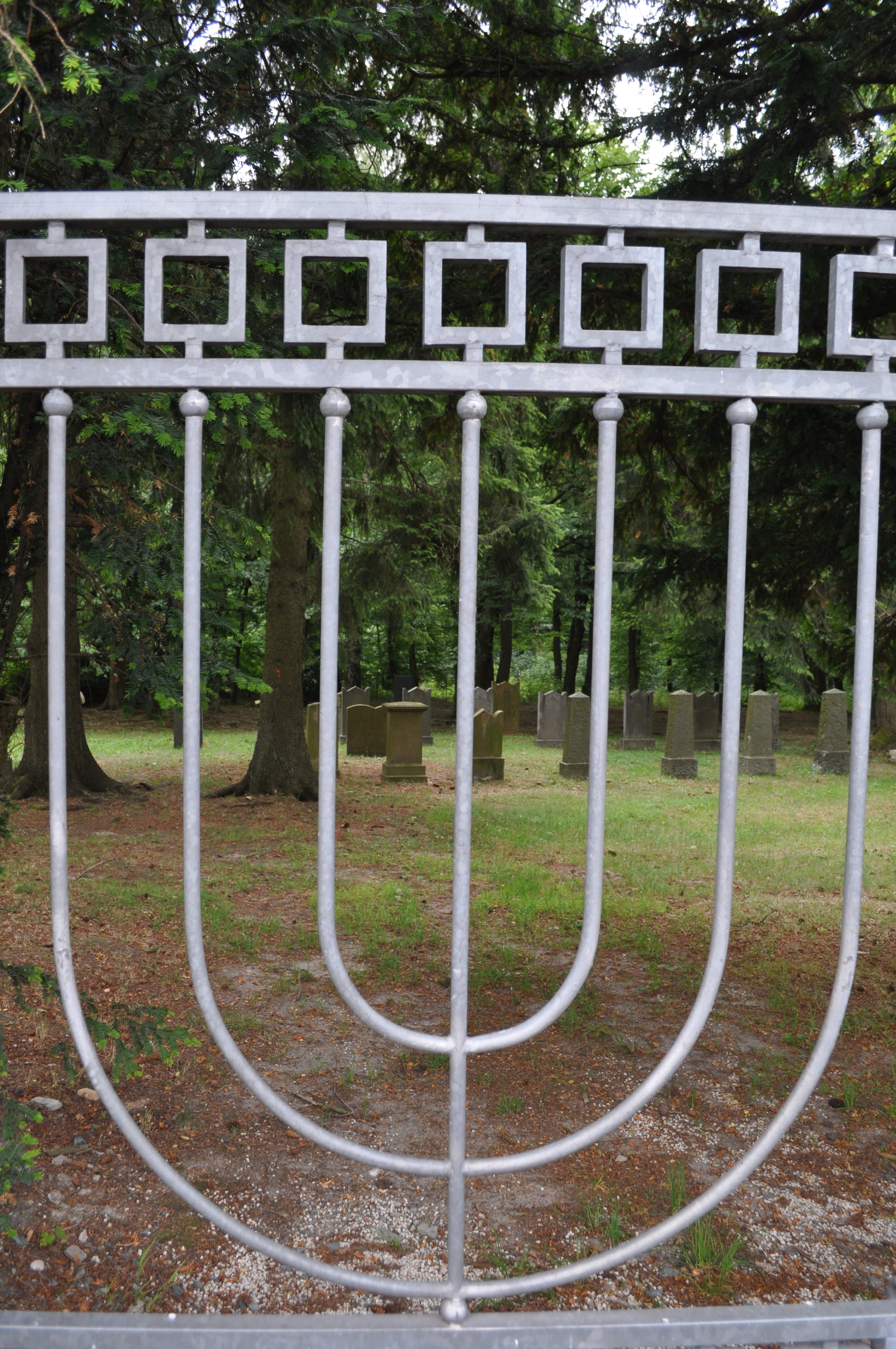
Jüdischer Friedhof in Falkenstein

Der Jüdische Friedhof Falkenstein in Falkenstein, einem Stadtteil von Königstein im Taunus im Hochtaunuskreis in Hessen, ist ein geschütztes Kulturdenkmal. Er befindet sich direkt neben dem Friedhof der Zivilgemeinde.

## Geschichte
Die Toten der jüdischen Gemeinde Falkenstein wurden zunächst auf dem jüdischen Friedhof in Kronberg beigesetzt, der ca. 1 km weit vom Falkensteiner Friedhof im Wald liegt. 1807 bildeten die Juden aus Falkenstein und Königstein eine selbstständige Gemeinde, die 1809 ein Grundstück pachtete und einen Friedhof anlegte, der 1912 von der jüdischen Gemeinde erworben wurde.
Auf dem 31,95 Ar großen Friedhof befinden sich 8 Grabsteine, die mutmaßlich aus dem Kronberger Friedhof stammen. Es handelt sich um die ältesten Steine. Sie sind unleserlich. Insgesamt sind 89 Steine erhalten. Die letzte Beisetzung (Wilhelm Gemmer) fand 1971 statt.
Das älteste erkennbare Grab stammt aus dem Jahr 1847. Vor der Mitte des 19. Jahrhunderts erfolgten Beerdigungen oft ohne Grabstein. Hierdurch sollten keine Unterschiede zwischen den Verstorbenen erkennbar sein. Später wurden Grabsteine verwendet. Die Gräber von Noah Berkowitz († 1896), Feodor Brodsky († 1893) und Victor Ghittis († 1897), drei während der Behandlung verstorbene Patienten der dettweilerschen Lungenheilstätte aus Russland, sind mit kunstvollen Umzäunungen versehen.

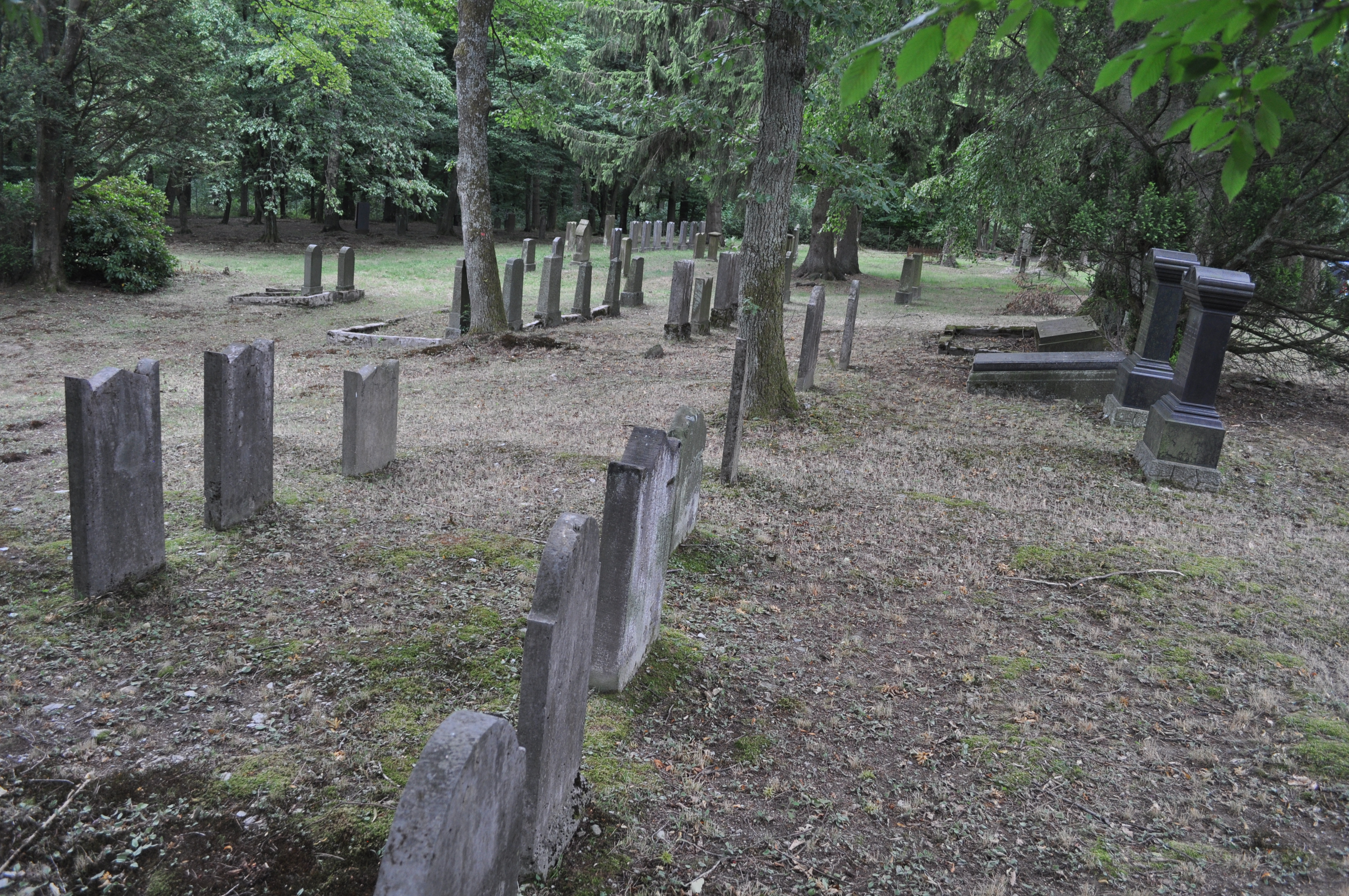
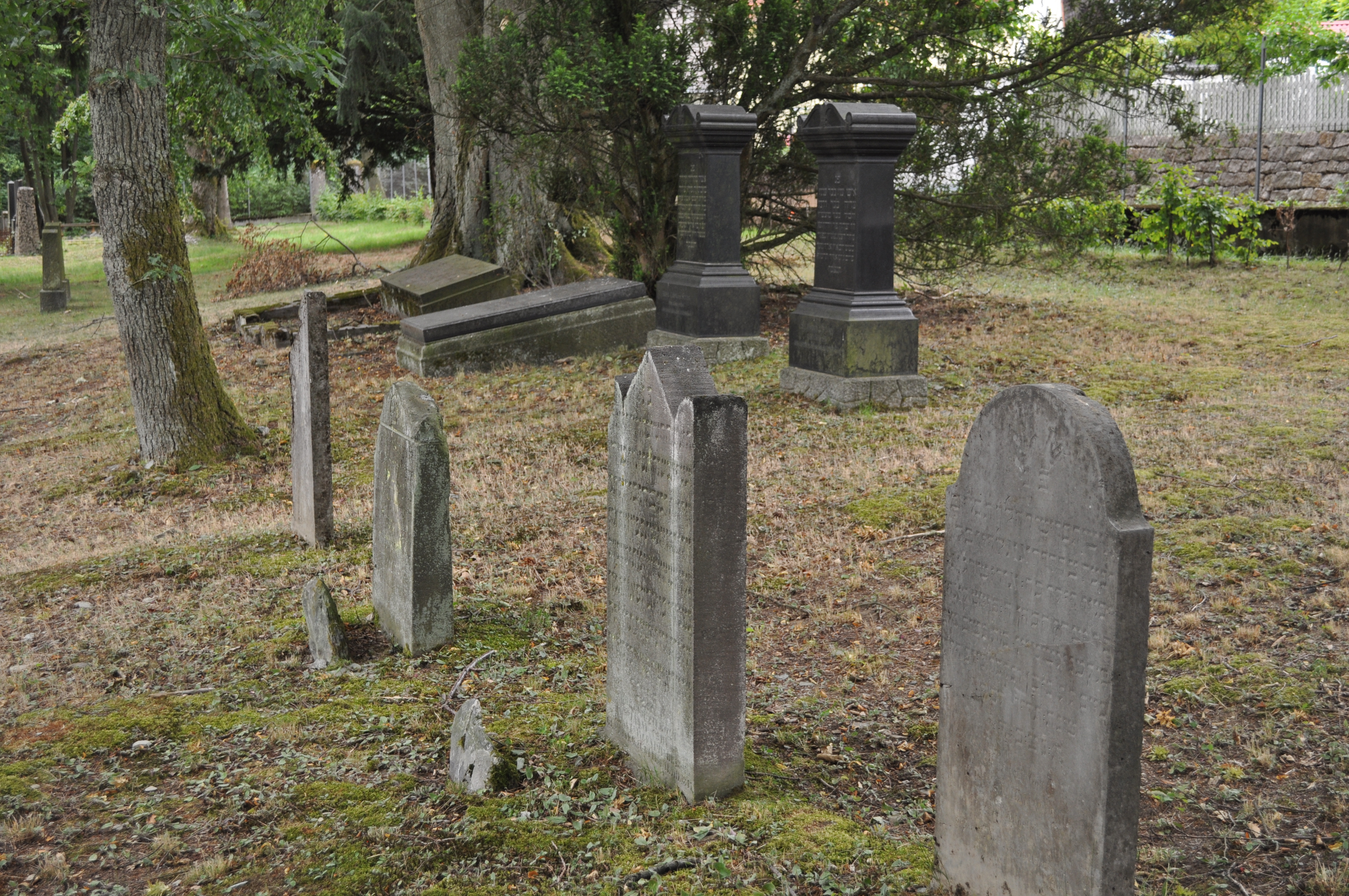
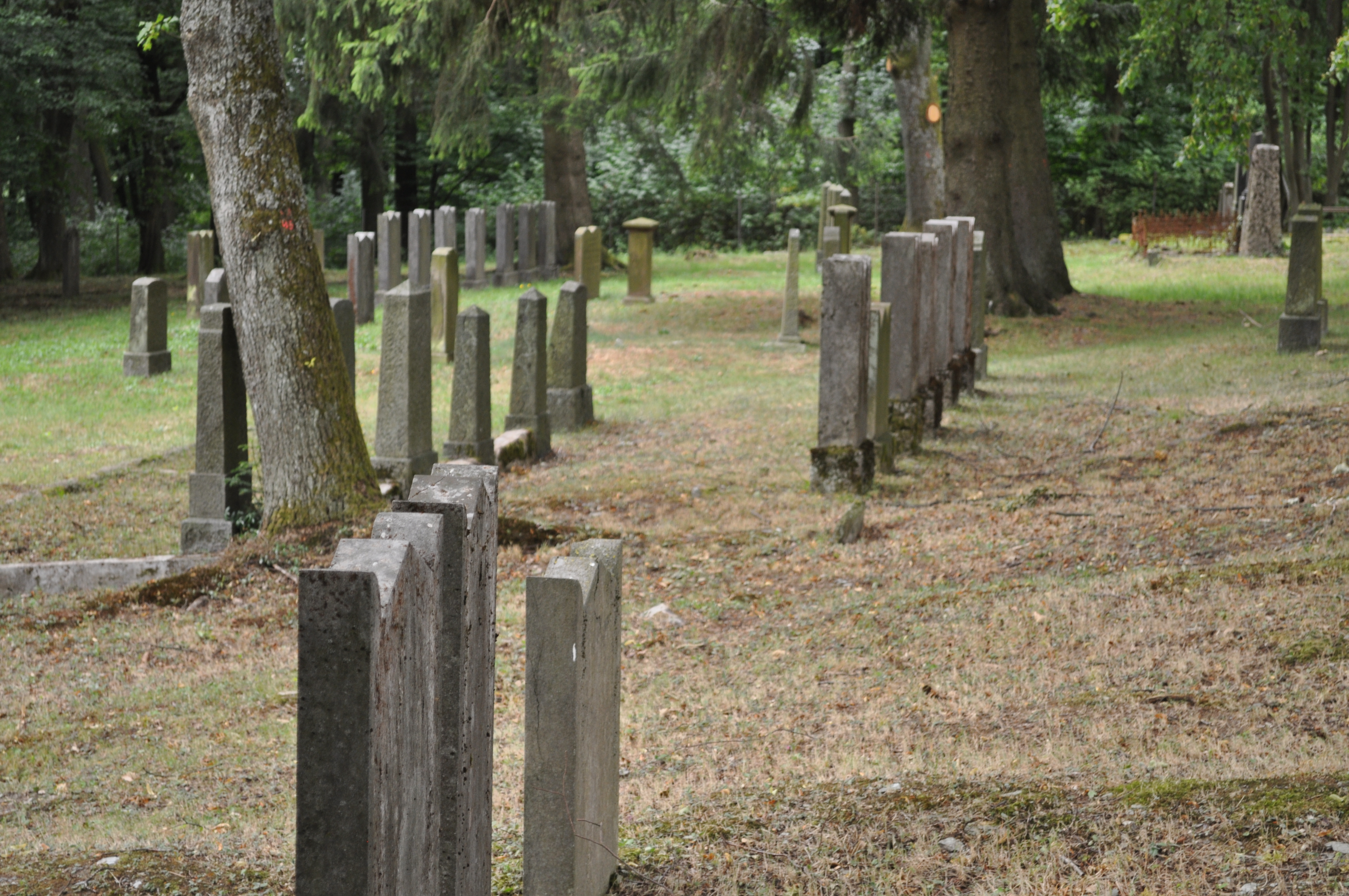
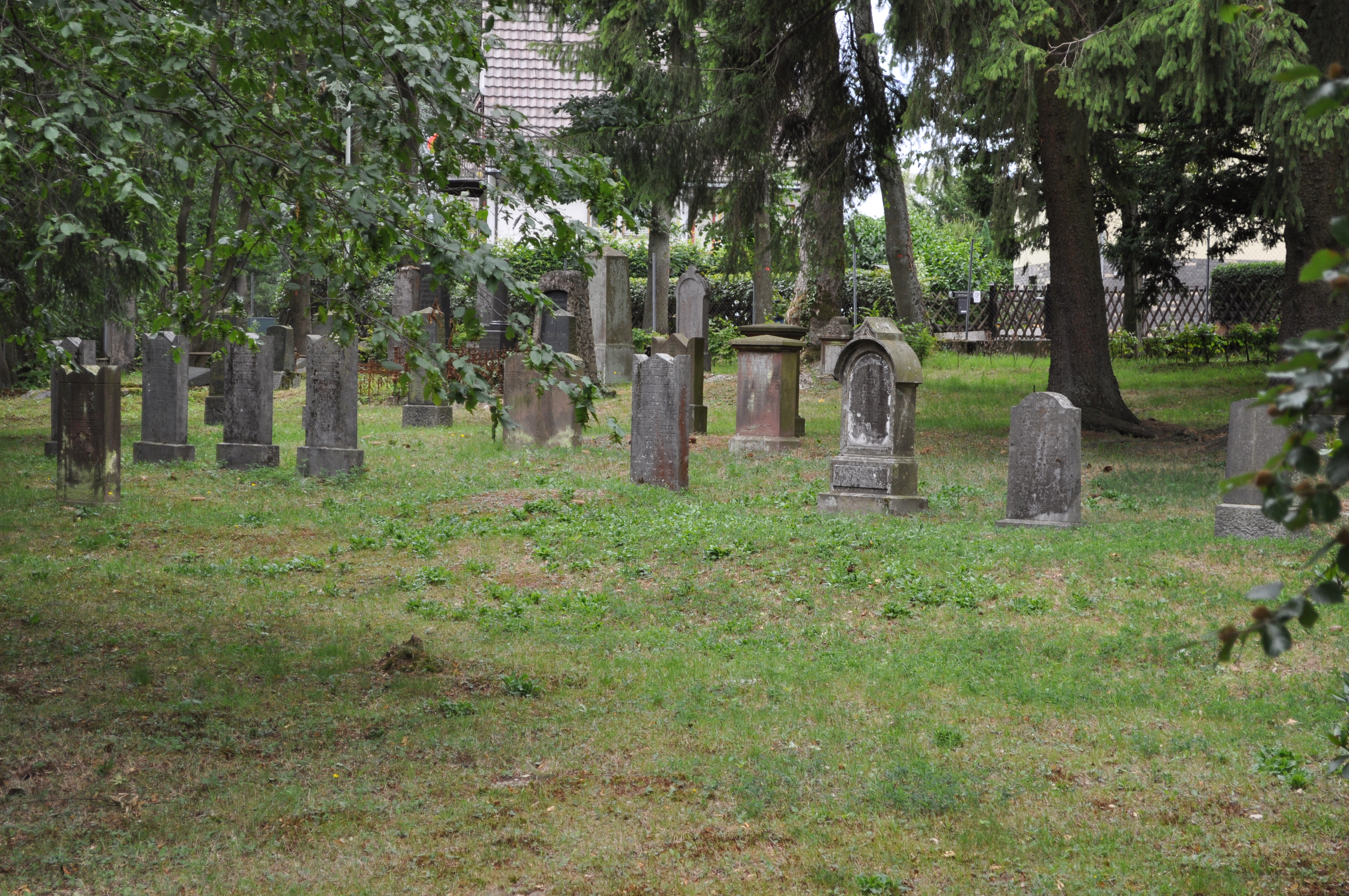
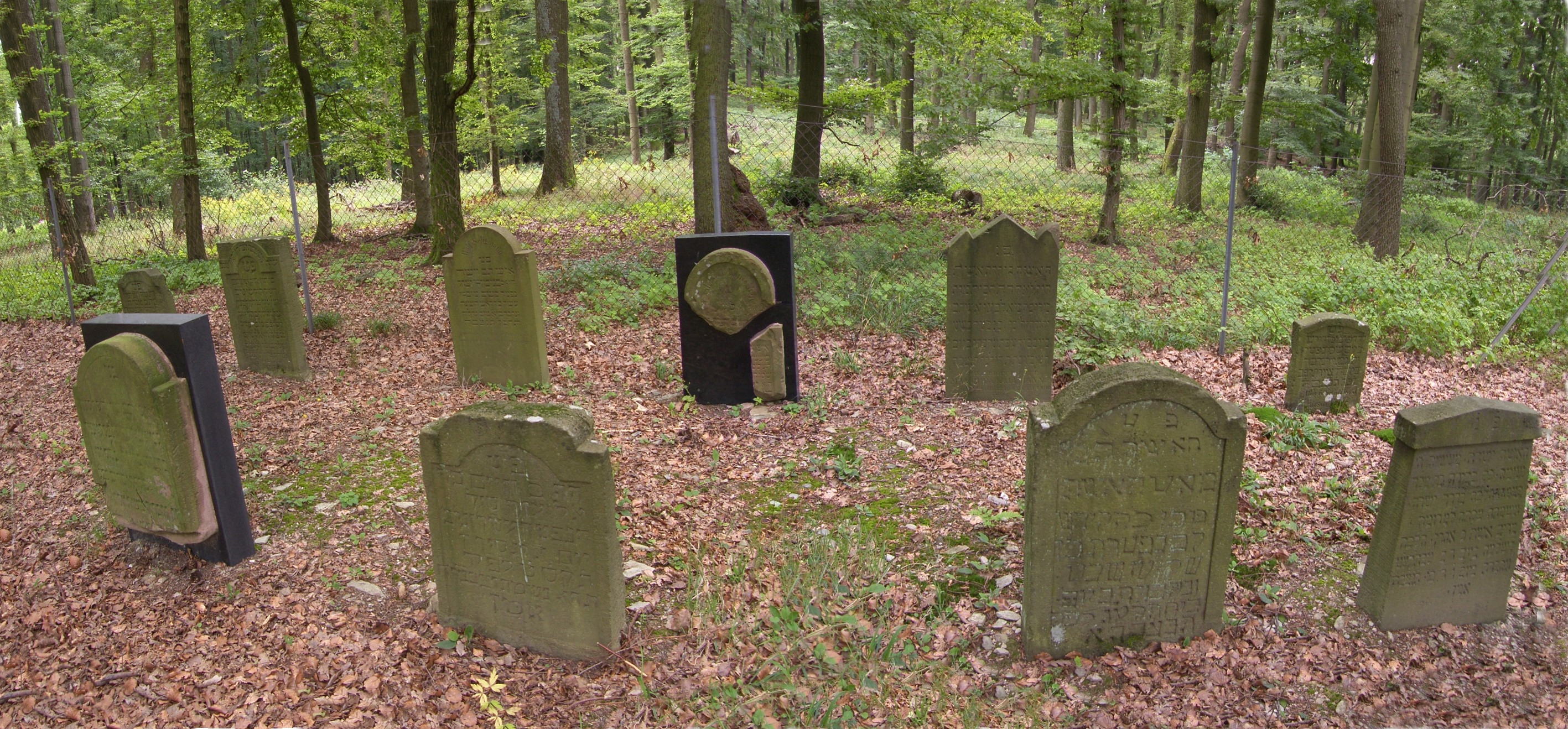

## Einzelne Gräber
| Name                                                              | Lebensdaten | Weitere Inschrift & Information | Bild |
| ----------------------------------------------------------------- | --- | --- | ---- |
| Albine Wolff geb. Schwarz                                         | 12. September 1866 – 17. Juni 1928                                                                                           | 0 |      |
| Nanni Strauss                                                     | 19. September 1865 – 24. September 1932                                                                                      | 0 |      |
| Berta Aronson                                                     | 1857–1933 | 0 Quelle: https://www.alemannia-judaica.de/falkenstein_friedhof.htm Dazu aus den Lebenserinnerungen von Peter Kohnstamm, Sohn von Dr. Felix Oskar Kohnstamm, Inhaber des Sanatoriums in Königstein (Lieder eines fahrenden Gesellen – Erinnerungen an vergangene Zeiten. Königstein i.T. 1994 S. 18): "Höchstwahrscheinlich Mutter zuliebe wurden wir Kinder als Protestanten erzogen. Aber Vater, seiner Herkunft bewusst, war der Meinung, dass mindestens sein jüngster Nachkömmling in die Tradition seiner eigenen Ahnen eingeführt werden solle. Man beschloss, dass "Tante Bertha", Vaters erste Patientin, die zu dieser Zeit in Königstein in dem koscheren Hotel Cahn wohnte und eine orthodoxe Jüdin war, mich samstags in dem Speisesaal des Hotels unterrichten solle". Bei der genannten "Tante Bertha" handelt es sich um die beigesetzte Person, der die Widmungsinschrift der Familienangehörigen Kohnstamm gilt. (Informationen von Eva Groth-Pfeifer). |      |
| Max Lepehne Julie Lepehne geb. Weinberg                           | 15. Juli 1861 – 17. April 1933 20. September 1864 – 6. Juli 1935                                                             | 0 |      |
| Wolf Seligmann                                                    | 7. Juni 1802 – 17. September 1841                                                                                            | 0 |      |
| Louise Gemmer geb. Henlein Gertrude Gemmer Philip Wilhelm Gemmer, | 18. Juni 1896 – 11. September 1942 Theresienstadt 2. September 1904 – 29. Januar 1945 Auschwitz 6. Mai 1880 – 14. April 1971 | 0 |      |
| Siegmund Henlein                                                  | 24. April 1863 – 30. Oktober 1950                                                                                            | 0 |      |
| Seligmann Henlein                                                 | 6. September 1819-September 1902                                                                                             | 0 |      |
| Ilse Hess                                                         | 29. Oktober 1922 – 3. Januar 1934                                                                                            | 0 |      |
| Ferdinand Cahn                                                    | 12. November 1859 – 25. Dezember 1921                                                                                        | 0 |      |
| Seligmann Loeb Cahn                                               | 7. September 1818 – 29. Februar 1880                                                                                         | 0 |      |
| Rosa Cahn geb. Stern                                              | 5. Mai 1820 – 4. Juni 1902                                                                                                   | 0 |      |
| Emilie Cahn geb. Bauer                                            | 14. Februar 1856 – 20. Februar 1910                                                                                          | 0 |      |
| Rosa Cahn geb. Hamburger                                          | Januar 1823-Februar 1890 | 0 |      |
| Jacob Katzenstein                                                 | 27. Juli 1859 – 9. März 1914                                                                                                 | 0 |      |
| Josefine Katzenstein geb. Baermann                                | 3. Oktober 1852 – 14. Dezember 1936                                                                                          | 0 |      |
| Emma Keller geb. Wolfgang                                         | 26. Juni 1840–10. April 1927                                                                                                 | 0 |      |
| Sara Baermann                                                     | 28. Mai 1849 – 28. Juli 1917                                                                                                 | 0 |      |
| Gretchen Henlein geb. Hirsch                                      | 20. April 1829 – 23. Januar 1890                                                                                             | 0 |      |
| Herz Abraham Baermann                                             | 26. Oktober 1817 – 26. Dezember 1887                                                                                         | 0 |      |
| Adolf Keller                                                      | 30. Mai 1833 – 14. August 1892                                                                                               | 0 |      |
| Daeubche Wolfgang                                                 | 7. Mai 1807 – 4. Dezember 1895                                                                                               | 0 |      |
| Noah Wolf Berkowitz                                               | 24. April 1862 – 15. August 1896                                                                                             | 0 |      |
| Feodor Brodzky                                                    | 14. Januar 1875 – 11. Juli 1893                                                                                              | 0 |      |
| Victor Ghittis                                                    | 29. September 1872 – 22. Juni 1897                                                                                           | 0 |      |
| Theophil David Lasker                                             | 8. Januar 1876 – 2. März 1916                                                                                                | 0 |      |
| Sali Rosenthal                                                    | 16. Mai 1846 – 5. Nov. 1892                                                                                                  | 0 |      |
| Salomon Goldf..in                                                 | 1859 – 4. April 189? | 0 |      |
| Zalman Hirsch Ben Kalib                                           | 0 | 0 |      |
| Roeschen Baermann geb. Aberham                                    | 16. Januar 1863 | 0 |      |